# Mangues da Bahia
Os Mangues da Bahia forma uma ecorregião definida pelo WWF no domínio da Mata Atlântica. Compreende os manguezais que ocorrem do litoral da Bahia até o Espírito Santo, e constituem um dos ecossistemas mais ameaçados na Mata Atlântica brasileira.

## Características
Esses manguezais constituem trechos descontínuos associados ao estuário de rios, como o rio Doce, no Espírito Santo. O clima é sempre úmido, com nenhum período seco, atingindo até 2.115 mm anuais. Os três gêneros de mangues ocorrem na região: Rhizophora, Avicennia e Laguncularia.

## Conservação
Os mangues da Bahia estão sob forte pressão antrópica, visto que sua área ocorrência coincide com áreas densamente populosas do litoral brasileiro. Poucas unidades de conservação foram criadas e não foram devidamente implantadas.